# Francesco Barsanti
Pour les articles homonymes, voir Barsanti.
Francesco Barsanti (vers 1690 - avant 1776) est un flûtiste, hautboïste, altiste et compositeur italien du XVIIIe siècle.

## Biographie
Francesco Barsanti est né dans la ville toscane de Lucques, alors dans le Grand-duché de Toscane. Il est l'accompagnateur de Francesco Geminiani en Angleterre en 1714. Il s'installe à Londres, puis à Édimbourg vers 1740, avant de revenir à Londres où il vieillit et meurt chez sa fille Jenny, cantatrice à Covent garden.
Barsanti est l'auteur d'antifone influencés par Palestrina, d'ouvertures, de concertos  et sonates pour plusieurs types d'instruments.
Francesco Barsanti meurt avant 1776, probablement en 1772.